# Gegants del Mundo Deportivo
En Jordi Blau i la Mercè Grana, coneguts popularment com els afeccionats, o genèricament gegants del Mundo Deportivo, neixen de la proposta del diari esportiu Mundo Deportivo de crear uns gegants que representin seguidors blaugrana per animar les festes del barcelonisme. Els noms, amb una referència clara al Barça, els triaren per votació popular els lectors del diari.
Els gegants són obra de l'escultor Ramon Aumedes, del taller Sarandaca, i s'estrenaren el 30 d'abril de 1998 a la plaça de Sant Jaume de Barcelona, amb motiu de la celebració per les copes que aconseguí el Futbol Club Barcelona aquella temporada. Per això porten cadascun una copa a la mà, ell la de Lliga i ella la del Rei. Així que es presentaren les figures, ja foren cedides a l'Associació de Gegants del Nou Camp, que les havia de gestionar, i s'afegien doncs a les figures de Joan Gamper i l'Avi del Barça. Els primers anys sortien assíduament a festes i celebracions barcelonistes i a les festes de la Mercè i de les Corts, districte d'on és originària la colla.
Avui en Jordi Blau i la Mercè Grana gairebé només participen en la trobada de gegants del barri, que es fa cada any durant les festes del Roser, la primera quinzena d'octubre. També de manera esporàdica es deixen veure en algunes activitats blaugrana.